# Bình Minh (tàu không số)
Bình Minh là một chiếc tàu vận tải quân sự hoán cải từ tàu du lịch thuộc đoàn tàu không số - Đoàn 759, Quân chủng Hải quân, Quân đội nhân dân Việt Nam.

## Cải hoán
Tàu Bình Minh nguyên là tàu du lịch vỏ đồng, thuộc tỉnh Quảng Ninh.
Ngày 23 tháng 10 năm 1962, Đoàn 759 thành lập với nhiệm vụ chuyên chở vũ khí trang bị vào các chiến trường miền Nam Việt Nam. Cũng trong tháng 10, Đoàn 759 lập tức cho bốn con tàu đánh số từ Phương Đông 1 đến Phương Đông 4 xuất phát vào Nam Bộ.
Trước yêu cầu của chiến trường, trong thời gian chờ các tàu Phương Đông trở ra, Bộ Quốc phòng quyết định giao cho Đoàn 759 tàu Bình Minh đồng thời giao nhiệm vụ sửa chữa lại tàu, cải hoán sang tàu vận tải do con tàu vốn đã cũ, các máy móc bị hư hỏng nặng.

## Hoạt động
Sau khi được sửa chữa thành công, tháng 11 năm 1962, tàu Bình Minh chở hơn 100 tấn vũ khí trang bị xuất phát vào Nam, với điểm đến là Khu V - khu vực ngày trước Tiểu đoàn 603 đã thử nghiệm vận chuyển nhưng thất bại.
Tuy nhiên, khi tàu chạy vào biển Nghệ An thì bị tràn nước, thả trôi. Trong tình hình các tàu chiến Mỹ thường xuyên xâm nhập hải phận để do thám cùng sự quấy phá, tấn công bằng biệt kích của Việt Nam Cộng hòa, tàu Bình Minh có nguy cơ bị lộ. Từ đó con đường vận chuyển chiến lược sẽ không còn yếu tố bí mật.
Được lệnh, tàu tuần tiễu T-175 thuộc phân đội 6 (Đoàn 135), do thuyền trưởng Trần Phong chỉ huy, xuất phát từ Căn cứ Hải quân II (Cửa Hội) tiến hành tìm kiếm. Sau nhiều giờ, T-175 phát hiện ra tàu Bình Minh đang ở vị trí cách đảo Hòn Mê 15 hải lý. T-175 nhanh chóng kéo tàu Bình Minh về căn cứ an toàn.

## Kết quả
Sau chuyến đi thất bại của tàu Bình Minh, Bộ Quốc phòng nhận định: Không thể sử dụng loại tàu gỗ chạy trên sông, ven biển để chạy ngoài khơi trong thời gian nhiều ngày, mà cần dùng những phương tiện vận chuyển tốt hơn trong mọi thời tiết. Trong khi đó, lực lượng vũ trang, đặc biệt là các đơn vị bộ đội chủ lực hình thành cần có trang bị vũ khí đảm bảo kịp thời.
Từ kết luận trên, Quân ủy Trung ương quyết định giao cho Xưởng đóng tàu III, Hải Phòng đóng những chiếc tàu sắt đầu tiến cho đoàn tàu không số thuộc các lớp tàu 45 tấn, 65 tấn và 100 tấn.
Về thuyền trường T-175 Trần Phong, sau nhiệm vụ trên, ông được điều chuyển sang đoàn 759 (về sau đổi tên là đoàn 125). Trong số các tàu không số mà ông chỉ huy có tàu 55 - chiếc tàu sắt đầu tiên cập bến Cồn Lợi, Bến Tre.